# EPIC 205947161
EPIC 205947161 — одиночная звезда в созвездии Водолея на расстоянии приблизительно 1114 световых лет (около 342 парсеков) от Солнца. Видимая звёздная величина звезды — +9,8m.
Вокруг звезды обращается, как минимум, одна планета.

## Характеристики
EPIC 205947161 — жёлтая звезда спектрального класса G. Масса — около 0,92 солнечной, радиус — около 1,75 солнечного, светимость — около 3,077 солнечных. Эффективная температура — около 5775 К.

## Планетная система
В 2016 году командой астрономов было объявлено об открытии планеты.